# Mycosphaerella ulmi
Mycosphaerella ulmi Kleb. – gatunek grzybów z klasy Dothideomycetes. Grzyb mikroskopijny rozwijający się na liściach wiązów (Ulmus). Występuje w USA, Europie, Australii i Nowej Zelandii. W Polsce podano jego występowanie na wszystkich dziko rosnących gatunkach wiązów.

## Systematyka i nazewnictwo
Pozycja w klasyfikacji według Index Fungorum: Mycosphaerella, Mycosphaerellaceae, Capnodiales, Dothideomycetidae, Dothideomycetes, Pezizomycotina, Ascomycota, Fungi.
Synonimy:
- Cylindrosporium ulmi (Fr.) Vassiljevsky 1950
- Phloeospora ulmi (Fr.) Wallr. 1833
- Septogloeum ulmi (Fr.) Died. 1915
- Septoria ulmi Fr.  1819
- Sphaerella ulmi (Kleb.) Sacc. & D. Sacc. 1905

## Charakterystyka
Na liściach wiązu występuje wiele pasożytniczych grzybów, które rozpoznać można tylko badaniem mikroskopowym. Mycosphaerella ulmi należy do częściej występujących. Powoduje u wiązów plamistość liści. Szczególną podatność na ten gatunek patogenu wykazuje wiąz górski (Ulmuss glabra) i wiąz pospolity (Ulmus minor). Na górnej stronie ich liści tworzą się początkowo drobne, żółte plamki, które szybko się rozrastają. Z czasem ulegają nekrozie i obumierają. Na dolnej stronie liścia wkrótce tworzy się białawy nalot acerwulusów i powstających w nich zarodników konidialnych. Jesienią tworzą się nieliczne, czarne perytecja o średnicy 0,1–0,2 mm. Powstają w nich zarodniki płciowe – askospory. Zimują na opadłych liściach, wiosną dokonując infekcji pierwotnej na młodych liściach wiązów.
Patogen nie wyrządza wiązom większej szkody, nawet silniejsza i długotrwała inwazja jest przez nie dobrze tolerowana. Powoduje tylko niewielką utratę liści.